# Generali Open 2019
Il Generali Open 2019 è stato un torneo di tennis maschile giocato sulla terra rossa. È stata la 74ª edizione dell'evento, appartenente alle ATP World Tour 250 series nell'ambito dell'ATP World Tour 2019. Si è giocata al Tennis Stadium Kitzbühel di Kitzbühel, in Austria, dal 29 luglio al 4 agosto 2019.

## Partecipanti

### Teste di serie
| Giocatore | Nazione             | Ranking* | Testa di serie |
| --------- | ------------------- | -------- | -------------- |
| Austria   | Dominic Thiem       | 4        | 1              |
| Serbia    | Dušan Lajović       | 26       | 2              |
| Spagna    | Fernando Verdasco   | 30       | 3              |
| Uruguay   | Pablo Cuevas        | 47       | 4              |
| Ungheria  | Márton Fucsovics    | 50       | 5              |
| Argentina | Leonardo Mayer      | 51       | 6              |
| Italia    | Lorenzo Sonego      | 52       | 7              |
| Spagna    | Pablo Carreño Busta | 59       | 8              |

* Ranking al 22 luglio 2019.

### Altri partecipanti
I seguenti giocatori hanno ricevuto una wildcard per il tabellone principale:
- Dennis Novak
- Sebastian Ofner
- Jurij Rodionov

Il seguente giocatore è entrati in tabellone col ranking protetto:
- Jozef Kovalík

I seguenti giocatori sono entrati in tabellone come special exempt:
- Thomas Fabbiano
- Albert Ramos Viñolas

I seguenti giocatori sono passati dalle qualificazioni:

- Matthias Bachinger
- Hugo Dellien
- Guillermo García López
- Lucas Miedler

### Ritiri
Prima del torneo
- Filip Krajinović → sostituito da  Jaume Munar
- João Sousa → sostituito da  Jozef Kovalík

## Partecipanti al doppio

### Teste di serie
| Nazione   | Giocatore      | Nazione     | Giovatore        | Ranking* | Testa di serie |
| --------- | -------------- | ----------- | ---------------- | -------- | -------------- |
| Austria   | Oliver Marach  | Austria     | Jürgen Melzer    | 59       | 1              |
| Austria   | Philipp Oswald | Slovacchia  | Filip Polášek    | 94       | 2              |
| Rep. Ceca | Roman Jebavý   | Paesi Bassi | Matwé Middelkoop | 102      | 3              |
| Belgio    | Sander Gillé   | Belgio      | Joran Vliegen    | 105      | 4              |

* Ranking aggiornato al 22 luglio 2019.

### Altri partecipanti
Le seguenti coppie hanno ricevuto una wildcard per il tabellone principale:
- Nicolás Massú /  Moritz Thiem
- Lucas Miedler /  Sebastian Ofner

## Punti e montepremi
| Torneo    | Torneo              | V      | F      | SF     | QF     | 2T    | 1T    | Q  | Q2    | Q1    |
| Singolare | Punti               | 250    | 150    | 90     | 45     | 20    | 0     | 12 | 6     | 0     |
| Singolare | Premi in denaro (€) | 90.390 | 48.870 | 26.990 | 15.335 | 8.815 | 5.285 | –  | 2.555 | 1.280 |
| Doppio    | Punti               | 250    | 150    | 90     | 45     | –     | 0     | –  | –     | –     |
| Doppio    | Premi in denaro (€) | 29.650 | 15.200 | 8.240  | 4.710  | –     | 2.760 | –  | –     | –     |

## Campioni

### Singolare
Dominic Thiem ha battuto in finale  Albert Ramos Viñolas col punteggio di 7-6(0), 6-1.
- È il quattordicesimo titolo in carriera per Thiem, il terzo della stagione.

### Doppio
Philipp Oswald /  Filip Polášek hanno battuto in finale  Sander Gillé /  Joran Vliegen col punteggio di 6-4, 6-4.